# Presles-et-Boves
Presles-et-Boves település Franciaországban, Aisne megyében. Lakosainak száma 327 fő (2022. január 1.). Presles-et-Boves Brenelle, Chassemy, Chavonne, Cys-la-Commune és Vailly-sur-Aisne községekkel határos.

## Népesség
A település népességének változása:
| Lakosok száma | 273  | 330  | 347  | 356  | 372  | 372  | 360  | 347  | 341  | 327  |
|               | 1968 | 1982 | 1990 | 2006 | 2013 | 2015 | 2017 | 2019 | 2020 | 2022 |